# بنویت مورلون
بنویت مورلون (انگلیسی: Benoît Mourlon؛ زادهٔ ۱۴ ژوئیهٔ ۱۹۸۸) بازیکن فوتبال اهل فرانسه است.
از باشگاه‌هایی که در آن بازی کرده‌است می‌توان به باشگاه فوتبال اوسر اشاره کرد.